# アリソン・ヒグソン
アリソン・アン・ヒグソン（Allison Ann Higson、1973年3月13日 - ）は、カナダ・オンタリオ州ミシサガ出身の元女子競泳選手。1988年ソウルオリンピック4×100mメドレーリレーの銅メダリスト。13歳158日で1986年マドリード世界選手権200m平泳ぎの銅メダリストに輝いた、世界選手権個人種目における最年少メダリスト。200m平泳ぎの元世界記録保持者。

## 経歴
水泳は6歳の時に、兄グレッグと共にブランプトンにある自宅近くの水泳クラブで始めた。数年後にエトビコ・スイムクラブ（Etobicoke Swim Club）に移り、名コーチのポール・バーゲンの指導の下、トレーニングに励んだ。12歳の時には、とある大会で年齢別のカナダ記録を11個も樹立した。

### 1986年コモンウェルスゲームズ
13歳で出場したコモンウェルスゲームズでは最年少メダリストとなった。100m・200m平泳ぎをコモンウェルス記録（当時）で制して2冠を達成したほか、4×100mメドレーリレーで銀メダルを獲得した。

### 1986年マドリード世界選手権
マドリード世界選手権では200m平泳ぎで銅メダルを獲得した。13歳158日の若さで世界選手権における最年少ファイナリストとなったヒグソンは、2分27秒40の世界記録（当時）で優勝したジルケ・ホーナー、2分27秒66で準優勝のタニア・ダンガラコバに続いて銅メダル（2分31秒34）を獲得し、世界選手権における最年少メダリストにもなった。これらの記録は2025年シンガポール大会で中国女子選手の于子迪が、最年少ファイナリスト記録を200m個人メドレーで12年285日に、最年少メダリスト記録を4×200mフリーリレーで12歳288日にそれぞれ更新した。ヒグソンは100m平泳ぎでも決勝に進出したが、1分09秒84の4位でメダルに1秒32届かなかった。

### 1988年カナダオリンピック選考会
カナダオリンピック選考会の200m平泳ぎにおいて、1986年に東ドイツのジルケ・ホーナーが樹立した世界記録（2分27秒40）を更新する2分27秒27をマークし、15歳76日の若さで世界記録保持者となった。この世界記録はジルケ・ホーナーがソウルオリンピックで2分26秒71をマークしたため4カ月ほどしか持たなかったが、コモンウェルス記録としてはオーストラリアのレベッカ・ブラウンが2分25秒40をマークするまで5年8カ月ほど残り、更にカナダ記録としては2007年パンアメリカン競技大会でアナメイ・ピアースが2分26秒79をマークするまで、実に19年も破られなかった。

### 1988年ソウルオリンピック
ソウルオリンピックに出場し、15歳でオリンピックデビューを果たした。個人種目では100mと200m平泳ぎで決勝に進出するもメダルを獲得することはできなかったが、4×100mメドレーリレーでは銅メダルを獲得した。
4×100mメドレーリレーでは決勝で2泳を務め、1泳のLori Melien、3泳のJane Kerr、4泳のAndrea Nugentと共に4分10秒49をマーク。4分03秒74のオリンピック記録（当時）で優勝した東ドイツ、4分07秒90で準優勝のアメリカに次ぐ3位に入り、オリンピックメダルを獲得した。
100m平泳ぎは、1分07秒95のオリンピック記録（当時）で優勝したタニア・ダンガラコバ、1分08秒74で準優勝のアントワネッタ・フレンケバ、1分08秒83で3位のジルケ・ホーナーに次ぐ4位に終わり、メダルにわずか0秒03届かなかった。200m平泳ぎは2分29秒60の7位でメダルには1秒26届かず、更に目の前で自身の世界記録をジルケ・ホーナーに更新された。

### スタンフォード大学
奨学金を得てスタンフォード大学に進学し、在籍した1992年から1997年までの間にオール・アメリカに1度選出された。学業面では心理学と人類生物学の学位を取得した。

### 引退後
2013年時点ではGoogleで働いていた。

## 表彰・受賞
- ブランプトン市スポーツ殿堂（1986年）[2]
- オンタリオ州水泳殿堂（1998年）[2]

## 成績

### 主要国際大会
世界水泳連盟のウェブサイト参照
| 年         | 大会                   | 場所         | 種目                 | 結果       | 記録       | 泳順       | 備考               |
| カナダ代表 | カナダ代表             | カナダ代表   | カナダ代表           | カナダ代表 | カナダ代表 | カナダ代表 | カナダ代表         |
| ---------- | ---------------------- | ------------ | -------------------- | ---------- | ---------- | ---------- | ------------------ |
| 1986       | コモンウェルスゲームズ | エディンバラ | 100m平泳ぎ           | 金メダル   | 1分10秒84  |            | コモンウェルス記録 |
| 1986       | コモンウェルスゲームズ | エディンバラ | 200m平泳ぎ           | 金メダル   | 2分31秒20  |            | コモンウェルス記録 |
| 1986       | コモンウェルスゲームズ | エディンバラ | 4x100mメドレーリレー | 銀メダル   | 4分13秒89  |            |                    |
| 1986       | 世界選手権             | マドリード   | 100m平泳ぎ           | 4位        | 1分09秒84  |            |                    |
| 1986       | 世界選手権             | マドリード   | 200m平泳ぎ           | 銅メダル   | 2分31秒34  |            |                    |
| 1986       | 世界選手権             | マドリード   | 4x100mメドレーリレー | 予選9位    | 4分19秒16  | 2泳        |                    |
| 1987       | パンパシフィック選手権 | ブリスベン   | 100m平泳ぎ           | 金メダル   | 1分09秒92  |            |                    |
| 1987       | パンパシフィック選手権 | ブリスベン   | 200m平泳ぎ           | 4位        | 2分33秒37  |            |                    |
| 1987       | パンパシフィック選手権 | ブリスベン   | 200m個人メドレー     | 銀メダル   | 2分18秒39  |            |                    |
| 1987       | パンパシフィック選手権 | ブリスベン   | 4x200mフリーリレー   | 銅メダル   | 8分16秒82  | 4泳        |                    |
| 1987       | パンパシフィック選手権 | ブリスベン   | 4x100mメドレーリレー | 銀メダル   | 4分13秒90  | 2泳        |                    |
| 1988       | オリンピック           | ソウル       | 100m平泳ぎ           | 4位        | 1分08秒86  |            |                    |
| 1988       | オリンピック           | ソウル       | 200m平泳ぎ           | 7位        | 2分29秒60  |            |                    |
| 1988       | オリンピック           | ソウル       | 200m個人メドレー     | 予選15位   | 2分19秒54  |            |                    |
| 1988       | オリンピック           | ソウル       | 4x100mフリーリレー   | 予選8位    | 3分49秒20  | 3泳        | 予選のみ出場       |
| 1988       | オリンピック           | ソウル       | 4x100mメドレーリレー | 銅メダル   | 4分10秒49  | 2泳        |                    |
| 1989       | パンパシフィック選手権 | 東京         | 100m自由形           | 8位        | 57秒96     |            |                    |
| 1989       | パンパシフィック選手権 | 東京         | 200m自由形           | 6位        | 2分04秒04  |            |                    |
| 1990       | コモンウェルスゲームズ | オークランド | 4x100mフリーリレー   | 銀メダル   | 3分48秒69  |            |                    |
| 1991       | 世界選手権             | パース       | 4x100mフリーリレー   | 6位        | 3分49秒22  | 3泳        |                    |
| 1991       | 世界選手権             | パース       | 4x200mフリーリレー   | 5位        | 8分15秒35  | 1泳        |                    |
| 1992       | オリンピック           | バルセロナ   | 100m自由形           | 予選25位   | 58秒47     |            |                    |
| 1992       | オリンピック           | バルセロナ   | 200m自由形           | 予選22位   | 2分04秒25  |            |                    |
| 1992       | オリンピック           | バルセロナ   | 4x100mフリーリレー   | 8位        | 3分49秒37  | 4泳        |                    |

## 樹立した世界記録
| 水路   | 種目       | 記録      | 日付          | 大会                     | 場所           |
| ------ | ---------- | --------- | ------------- | ------------------------ | -------------- |
| 長水路 | 200m平泳ぎ | 2分27秒27 | 1988年5月28日 | カナダオリンピック選考会 | モントリオール |